# Cobitis

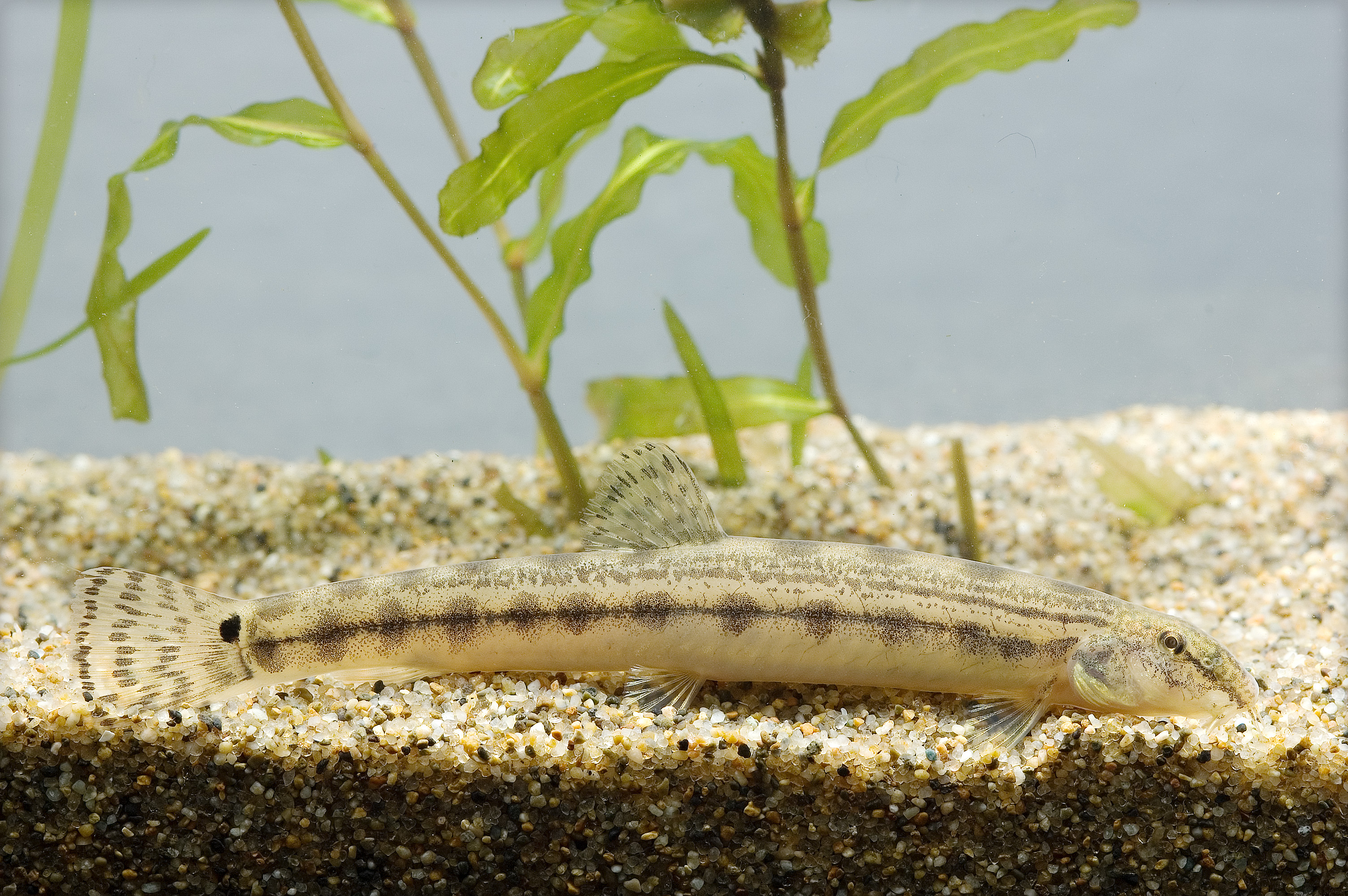
Cobitis biwae

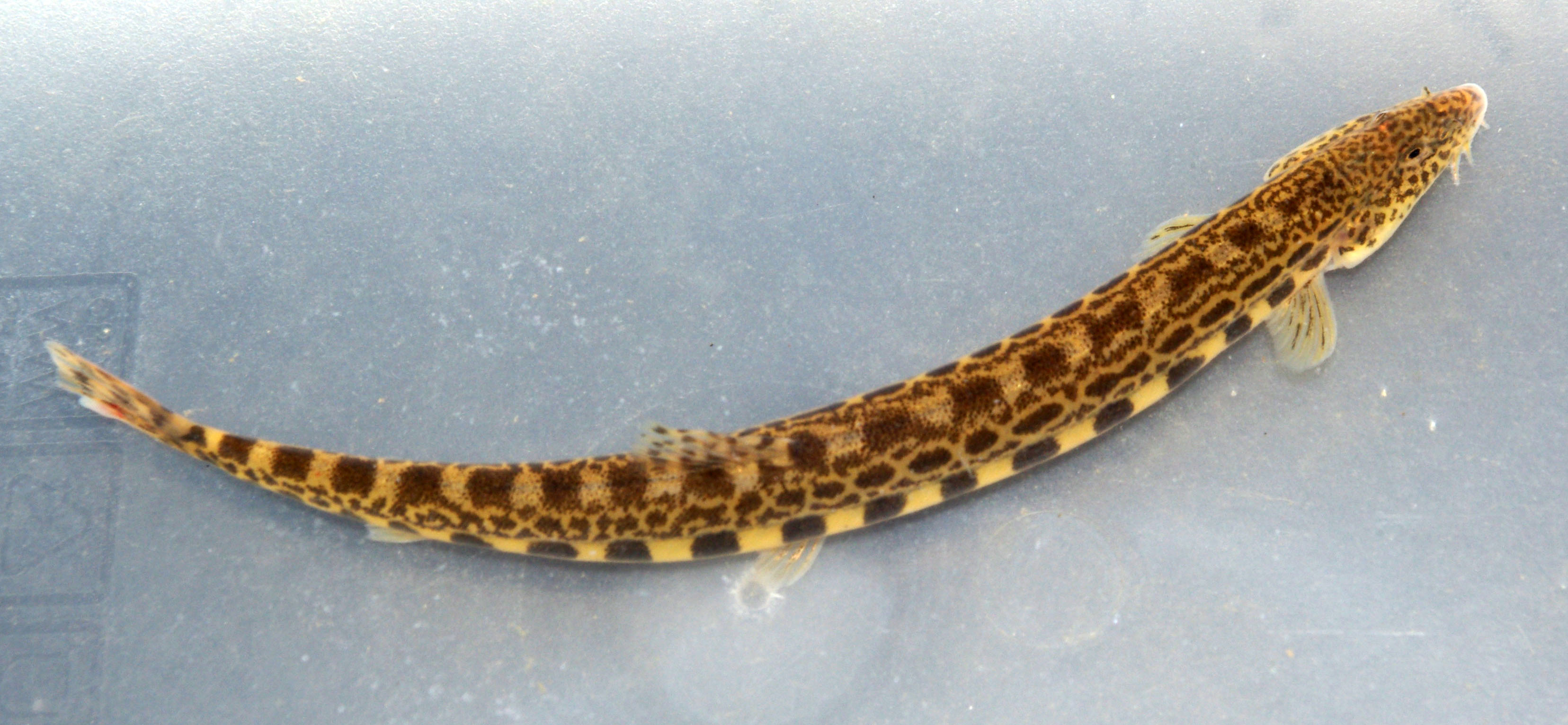
Cobitis calderoni

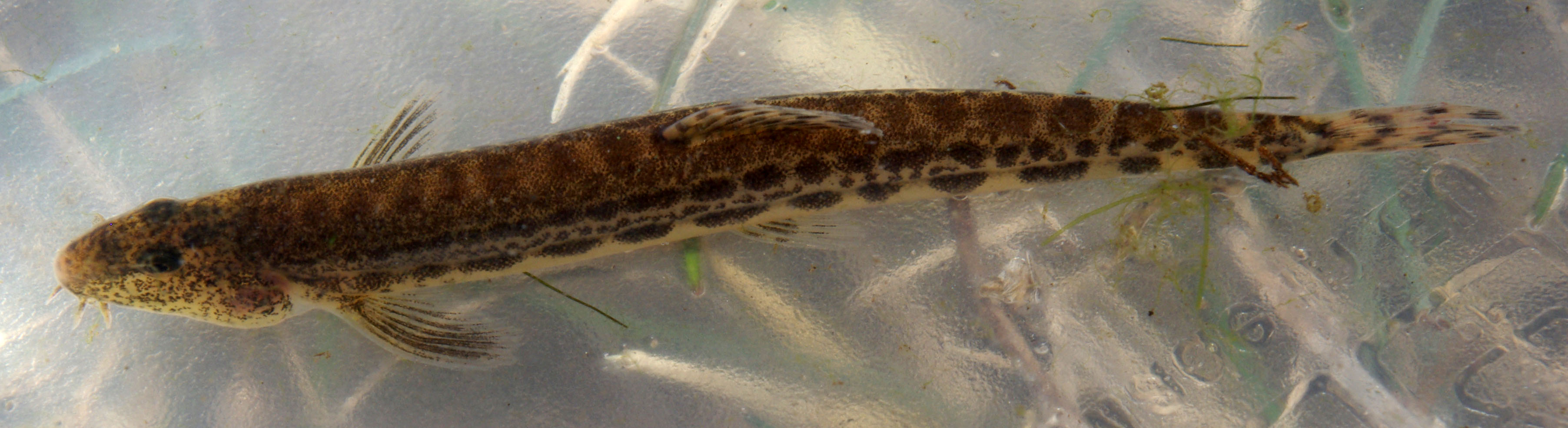
Cobitis paludica

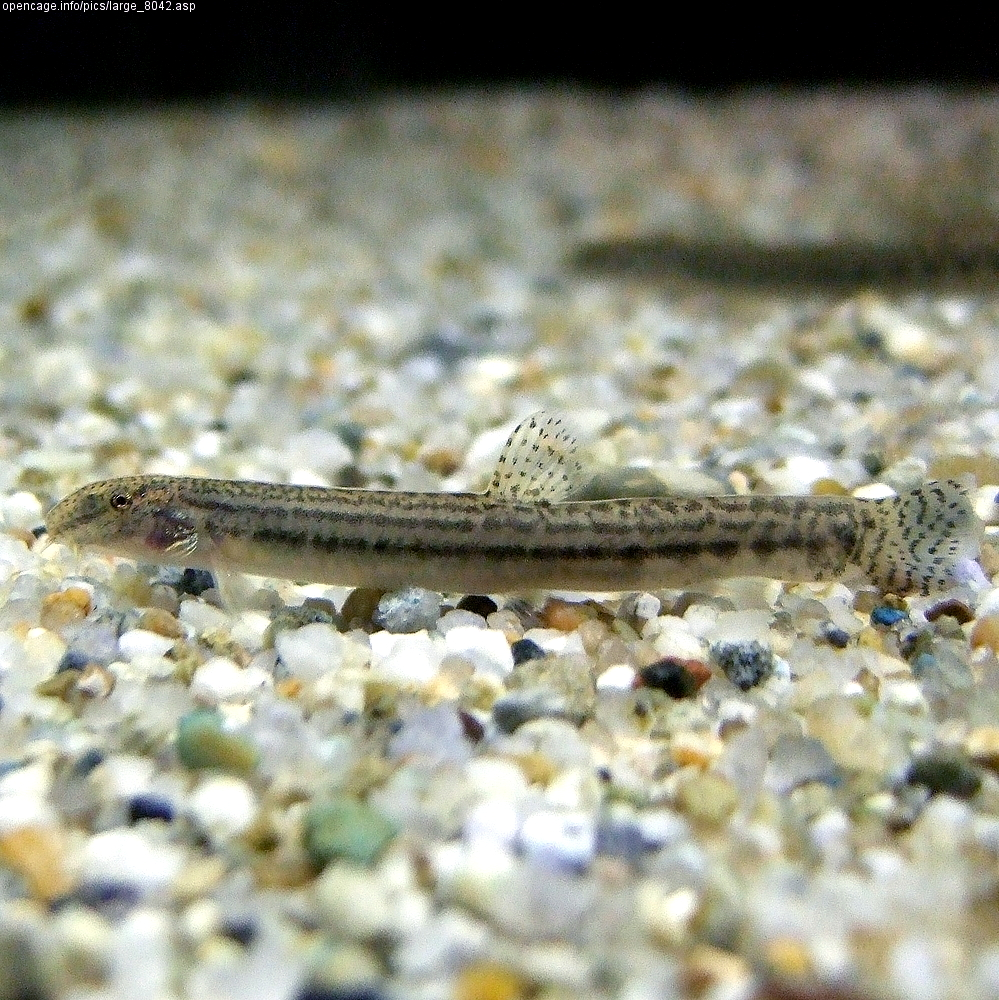
Cobitis shikokuensis

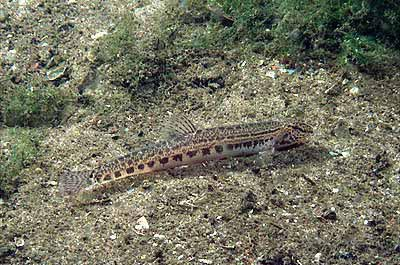
Cobitis taenia

A Cobitis a sugarasúszójú halak (Actinopterygii) osztályának a pontyalakúak (Cypriniformes) rendjébe, ezen belül a csíkfélék (Cobitidae) családjába tartozó nem.
Családjának a típusneme.

## Rendszerezés
A nembe az alábbi 84 faj tartozik:
- Cobitis albicoloris Chichkoff, 1932
- Cobitis amphilekta Vasiljev & Vasiljeva, 2012
- Cobitis arachthosensis Economidis & Nalbant, 1996
- Cobitis arenae (Lin, 1934)
- Cobitis australis Chen, Chen & He, 2013
- Cobitis avicennae Mousavi-Sabet, Vatandoust, Esmaeili, Geiger & Freyhof, 2015
- Cobitis battalgili Bacescu, 1962
- Cobitis bilineata Canestrini, 1865
- Cobitis bilseli Battalgil, 1942
- Cobitis biwae Jordan & Snyder, 1901
- Cobitis calderoni Bacescu, 1962
- Cobitis choii Kim & Son, 1984
- Cobitis crassicauda Chen & Chen, 2013
- Cobitis dalmatina Karaman, 1928
- Cobitis damlae Erk'akan & Özdemir, 2014
- Cobitis dolichorhynchus Nichols, 1918
- Cobitis elazigensis Coad & Sarieyyüpoglu, 1988
- nyurga csík (Cobitis elongata) Heckel & Kner, 1858
- Cobitis elongatoides Bacescu & Mayer, 1969
- Cobitis evreni Erkjakan, Özeren & Nalbant, 2008
- Cobitis fahirae Erkakan, Atalay-Ekmekci & Nalbant, 1998
- Cobitis faridpaki Mousavi-Sabet, Vasil'eva, Vatandoust & Vasil'ev, 2011
- Cobitis fasciola Chen & Chen, 2013
- Cobitis gladkovi Vasiljev & Vasiljeva, 2008
- Cobitis guttatus (Nguyen, 2005)
- Cobitis hangkugensis Kim, Park, Son & Nalbant, 2003
- Cobitis hellenica Economidis & Nalbant, 1996
- Cobitis illyrica Freyhof & Stelbrink, 2007
- Cobitis jadovaensis Mustafic & Mrakovcic, 2008
- Cobitis kaibarai Nakajima, 2012
- Cobitis kellei Erkakan, Atalay-Ekmekci & Nalbant, 1998
- Cobitis keyvani Mousavi-Sabet, Yerli, Vatandoust, Özeren & Moradkhani, 2012
- Cobitis kurui Erk'akan, Atalay-Ekmekçi & Nalbant, 1998
- Cobitis laoensis (Sauvage, 1878)
- Cobitis lebedevi Vasiljeva & Vasiljev, 1985
- Cobitis levantina Krupp & Moubayed, 1992
- Cobitis linea (Heckel, 1847)
- Cobitis longitaeniatus Ngô, 2008
- Cobitis lutheri Rendahl, 1935
- Cobitis macrostigma Dabry de Thiersant, 1872
- Cobitis magnostriata Nakajima, 2012
- Cobitis maroccana Pellegrin, 1929
- Cobitis matsubarai Okada & Ikeda, 1939
- Cobitis megaspila Nalbant, 1993
- Cobitis melanoleuca Nichols, 1925
- Cobitis meridionalis Karaman, 1924
- Cobitis microcephala Chen & Chen, 2011
- Cobitis minamorii Nakajima, 2012
- Cobitis multimaculata Chen & Chen, 2011
- Cobitis narentana Karaman, 1928
- Cobitis nuicocensis Nguyen & Vo, 2005
- Cobitis ohridana Karaman, 1928
- Cobitis pacifica Kim, Park & Nalbant, 1999
- Cobitis paludica (de Buen, 1930)
- Cobitis phongnhaensis Ngô, 2008
- Cobitis phrygica Battalgazi, 1944
- Cobitis pontica Vasiljeva & Vasiljev, 2006
- Cobitis puncticulata Erkakan, Atalay-Ekmekci & Nalbant, 1998
- Cobitis punctilineata Economidis & Nalbant, 1996
- Cobitis rara Chen, 1981
- Cobitis rhodopensis Vassilev, 1998
- Cobitis satunini Gladkov, 1935
- Cobitis shikokuensis Suzawa, 2006
- Cobitis sibirica Gladkov, 1935
- Cobitis simplicispina Hankó, 1925
- Cobitis sinensis Sauvage & Dabry de Thiersant, 1874
- Cobitis splendens Erkakan, Atalay-Ekmekci & Nalbant, 1998
- Cobitis stenocauda Chen & Chen, 2013
- Cobitis stephanidisi Economidis, 1992
- Cobitis striata Ikeda, 1936
- Cobitis strumicae Karaman, 1955
- Cobitis squataeniatus Ngô, 2008
- vágó csík (Cobitis taenia) Linnaeus, 1758 - típusfaj
- Cobitis takatsuensis Mizuno, 1970
- Cobitis tanaitica Bacescu & Mayer, 1969
- Cobitis taurica Vasiljeva, Vasoljev, Janko, Ráb & Rábová, 2005
- Cobitis tetralineata Kim, Park & Nalbant, 1999
- Cobitis trichonica Stephanidis, 1974
- Cobitis turcica Hankó, 1925
- Cobitis vardarensis Karaman, 1928
- Cobitis vettonica Doadrio & Perdices, 1997
- Cobitis zanandreai Cavicchioli, 1965
- Cobitis zhejiangensis Son & He, 2005
- Cobitis ylengensis Ngô, 2003